# Chamoidea
Chamoidea zijn een superfamilie uit de superorde Imparidentia.

## Families
- Chamidae